# 남신의주역
남신의주역(南新義州驛)은 조선민주주의인민공화국 평안북도 신의주시에 있는 평의선, 덕현선, 백마선의 철도역이다. 신의주시 남부에 위치해 있는 관계로 남신의주역으로 명명되었다.

## 분기 철도
의주군에 위치한 덕현역까지 연결된 총 연장 48.9km의 덕현선과, 피현군 백마역을 지나 평의선상에 위치한 염주군 염주역까지 우회하여 도달하는 백마선이 평의선과 이 역에서 분기된다. 그리고 감천역까지 가는 감주선이 본 역에서 분기된다.

## 연혁
- 1943년 10월 1일: 신의주~의주 간을 폐지하면서 이 역을 설치함.[1]